# Cleveleys
Cleveleys är en ort i Storbritannien.   Den ligger i grevskapet Lancashire och riksdelen England, i den centrala delen av landet, 300 km nordväst om huvudstaden London. Cleveleys ligger 7 meter över havet och antalet invånare är 15 000.
Terrängen runt Cleveleys är mycket platt. Havet är nära Cleveleys åt nordväst. Runt Cleveleys är det tätbefolkat, med 369 invånare per kvadratkilometer. Närmaste större samhälle är Blackpool, 6,8 km söder om Cleveleys. Trakten runt Cleveleys består i huvudsak av gräsmarker.